# ویکرز ویندزور
ویکرز ویندزور(به انگلیسی: Vickers Windsor) یک بمب افکن سنگین چهار موتوره بریتانیایی در دوران جنگ جهانی دوم بود که توسط بارنز والیس و رکس پیرسون در کارخانه ویکرز-آرمسترانگز در بروکلندز طراحی شد.

## کاربران
بریتانیا
- نیروی هوایی سلطنتی

## مشخصات (ویکرز ویندزور تایپ ۴۴۷)
داده‌ها از Vickers Aircraft since 1908
ویژگی‌های عمومی
- خدمه: شش یا هفت[۲]
- طول: ۷۶ فوت ۱۰ اینچ (۲۳٫۴۲ متر)
- پهنای بال: ۱۱۷ فوت ۲ اینچ (۳۵٫۷۱ متر)
- ارتفاع: ۲۳ فوت ۰ اینچ (۷٫۰۱ متر)
- مساحت بال‌ها: ۱٬۲۴۸ فوت مربع (۱۱۵٫۹ متر مربع)
- وزن خالی: ۳۸٬۶۰۶ پوند (۱۷٬۵۱۱ کیلوگرم)
- وزن ناخالص: ۵۴٬۰۰۰ پوند (۲۴٬۴۹۴ کیلوگرم)
- پیشرانه: ۴ عدد موتور وی۱۲ با خنک‌کننده مایع رولز-رویس مرلین ۶۵

عملکرد
- حداکثر سرعت: ۳۱۷ مایل بر ساعت (۵۱۰ کیلومتر بر ساعت، ۲۷۵ گره) در ۲۳٬۰۰۰ فوت (۷٬۰۰۰ متر)
- بُرد: ۲٬۸۹۰ مایل (۴٬۶۵۰ کیلومتر، ۲٬۵۱۰ مایل دریایی) با ۸٬۰۰۰ پوند (۳٬۶۰۰ کیلوگرم) بمب
- حداکثر ارتفاع: ۲۷٬۲۵۰ فوت (۸٬۳۱۰ متر)
- نرخ صعود: ۱٬۲۵۰ فوت بر دقیقه (۶٫۴ متر بر ثانیه)

تسلیحات

- اسلحه‌ها: ۴ × 20 mm cannon in remote controlled barbettes firing to rear[۲]
- بمب‌ها: حدود ۱۵۰۰۰ پوند (۶۸۰۰ کیلوگرم) بمب[۲]

## همچنین ببینید
هواگردهای با عملکرد، پیکربندی و یا دوره زمانی مشابه
- آورو لانکاستر
- آورو لینکلن
- هندلی پیج هالیفاکس
- هاینکل He 177B
- یونکرس یو ۴۸۸

### یادداشت
1. ↑  Andrews and Morgan 1988, p. 394.
2. 1 2 3  Mason 1994, p.353.

### کتابشناسی - فهرست کتب
- Andrews, C.F. and E.B. Morgan. Vickers Aircraft since 1908. London: Putnam Aeronautical Books, 1988. شابک ‎۰-۸۵۱۷۷-۸۱۵-۱.
- Bridgman, Leonard, ed. Jane’s All The World’s Aircraft 1945-1946. London: Samson Low, Marston & Company, Ltd., 1946.
- Buttler, Tony. British Secret Projects: Fighters & Bombers 1935-1950. Hinckley: Midland Publishing, 2004. شابک ‎۱-۸۵۷۸۰-۱۷۹-۲
- Goulding, James and Philip Moyes. RAF Bomber Command and its Aircraft, 1941-1945. Shepperton, Surrey, UK: Ian Allan Ltd., 1978. شابک ‎۰-۷۱۱۰-۰۷۸۸-۸.
- Mason, Francis K. The British Bomber since 1914. London: Putnam Aeronautical Books, 1994. شابک ‎۰-۸۵۱۷۷-۸۶۱-۵.
- Murray, Dr. Iain Bouncing-Bomb Man: The Science of Sir Barnes Wallis. Haynes. شابک ‎۹۷۸-۱-۸۴۴۲۵-۵۸۸-۷.
- Swanborough, Gordon. British Aircraft at War, 1939-1945. Saint Leonards-on-Sea, East Sussex, UK: HPC Publishing, 1997. شابک ‎۰-۹۵۳۱۴۲۱-۰-۸.